# Lista siturilor arheologice din județul Tulcea - J
Lista siturilor arheologice din județul Tulcea - J conține toate siturile arheologice din județul Tulcea înscrise în Repertoriul Arheologic Național (RAN) și aflate în localități al căror nume începe cu litera J. RAN este administrat de Ministerul Culturii și Patrimoniului Național și cuprinde date științifice, cartografice, topografice, imagini și planuri, precum și orice alte informații privitoare la zonele cu potențial arheologic, studiate sau nu, încă existente sau dispărute.
Puteți căuta un sit din localitățile care încep cu litera J folosind formularul de mai jos sau puteți naviga prin toate siturile din județ la Lista siturilor arheologice din județul Tulcea.
| Cod RAN                                   | Denumire | Localitate                      | Adresă                       | Datare                                 | Descoperit | Coordonate                                    | Imagine           | Erori            |
| ----------------------------------------- | --- | ------------------------------- | ---------------------------- | -------------------------------------- | ---------- | --------------------------------------------- | ----------------- | ---------------- |
| 160653.01.01 (Cod LMI: TL-I-m-B-05807.02) | Situl arheologic de la Jurilovca - sector SV / ansamblu anonim (Categorie: locuire civilă) (Tip: Așezare)                                                   | sat Jurilovca, comuna Jurilovca | sector SV                    | Babadag sec. VI - V a. Chr.            |            |                                               | Încărcați imagine | Raportați eroare |
| 160653.01.02 (Cod LMI: TL-I-m-B-05807.03) | Situl arheologic de la Jurilovca - sector SV / ansamblu anonim (Categorie: locuire civilă) (Tip: Așezare)                                                   | sat Jurilovca, comuna Jurilovca | sector SV                    |                                        |            |                                               | Încărcați imagine | Raportați eroare |
| 160653.01.03 (Cod LMI: TL-I-m-B-05807.01) | Situl arheologic de la Jurilovca - sector SV / ansamblu anonim (Categorie: locuire civilă) (Tip: Așezare)                                                   | sat Jurilovca, comuna Jurilovca | sector SV                    | sec. XVII - XVIII                      |            |                                               | Încărcați imagine | Raportați eroare |
| 160653.03.01 (Cod LMI: TL-I-m-A-05808.07) | Fortificația romano-bizantină de la Argamum/Orgame - "Insula Bisericuța" / ansamblu anonim (Categorie: locuire) (Tip: Fortificație)                         | sat Jurilovca, comuna Jurilovca | Insula Bisericuța            | sec. V - IV a. Chr.                    |            | 44°46′00″N 28°58′00″E / 44.76667°N 28.96667°E | Încărcați imagine | Raportați eroare |
| 160653.03.02 (Cod LMI: TL-I-m-A-05808.05) | Fortificația romano-bizantină de la Argamum/Orgame - "Insula Bisericuța" / ansamblu anonim (Categorie: locuire) (Tip: Fortificație)                         | sat Jurilovca, comuna Jurilovca | Insula Bisericuța            | sec. II - VI                           |            | 44°46′00″N 28°58′00″E / 44.76667°N 28.96667°E | Încărcați imagine | Raportați eroare |
| 160653.03.03 (Cod LMI: TL-I-m-A-05808.06) | Fortificația romano-bizantină de la Argamum/Orgame - "Insula Bisericuța" / ansamblu anonim (Categorie: locuire) (Tip: Așezare)                              | sat Jurilovca, comuna Jurilovca | Insula Bisericuța            | sec. II - VI                           |            | 44°46′00″N 28°58′00″E / 44.76667°N 28.96667°E | Încărcați imagine | Raportați eroare |
| 160653.03.04 (Cod LMI: TL-I-m-A-05808.04) | Fortificația romano-bizantină de la Argamum/Orgame - "Insula Bisericuța" / ansamblu anonim (Categorie: locuire) (Tip: Așezare)                              | sat Jurilovca, comuna Jurilovca | Insula Bisericuța            | sec. X - XII                           |            | 44°46′00″N 28°58′00″E / 44.76667°N 28.96667°E | Încărcați imagine | Raportați eroare |
| 160653.04.01 (Cod LMI: TL-I-s-B-05809)    | Necropola tumulară de la Jurilovca - la nord de localitate / ansamblu anonim (Categorie: descoperire funerară) (Tip: Grup de tumuli)                        | sat Jurilovca, comuna Jurilovca | la nord de localitate        |                                        |            |                                               | Încărcați imagine | Raportați eroare |
| 160626.01.01 (Cod LMI: TL-I-s-B-05806)    | Situl arheologic de la Jijila / ansamblu anonim (Categorie: locuire) (Tip: Așezare fortificată)                                                             | sat Jijila, comuna Jijila       |                              | geto-dacică sec. I a. Chr. - I p. Chr. |            |                                               | Încărcați imagine | Raportați eroare |
| 160626.01.02 (Cod LMI: TL-I-s-B-05806)    | Situl arheologic de la Jijila / ansamblu anonim (Categorie: locuire) (Tip: Villa rustica)                                                                   | sat Jijila, comuna Jijila       |                              | romană                                 |            |                                               | Încărcați imagine | Raportați eroare |
| 160626.02.01                              | Situl arheologic de la Jijila - "Cetățuie" / ansamblu anonim (Categorie: locuire civilă) (Tip: Așezare)                                                     | sat Jijila, comuna Jijila       | Cetățuia - Movila Popei Isac | Coslogeni - Noua - Sabatinovka         | 2001       | 45°15′N 28°15′E / 45.25°N 28.25°E             | Încărcați imagine | Raportați eroare |
| 160626.02.02                              | Situl arheologic de la Jijila - "Cetățuie" / ansamblu anonim (Categorie: locuire civilă) (Tip: Așezare)                                                     | sat Jijila, comuna Jijila       | Cetățuia - Movila Popei Isac | Babadag - II, III IV - III             | 2001       | 45°15′N 28°15′E / 45.25°N 28.25°E             | Încărcați imagine | Raportați eroare |
| 160626.02.03                              | Situl arheologic de la Jijila - "Cetățuie" / ansamblu anonim (Categorie: locuire civilă) (Tip: Așezare)                                                     | sat Jijila, comuna Jijila       | Cetățuia - Movila Popei Isac | sec.VII-V                              | 2001       | 45°15′N 28°15′E / 45.25°N 28.25°E             | Încărcați imagine | Raportați eroare |
| 160626.02.04                              | Situl arheologic de la Jijila - "Cetățuie" / ansamblu anonim (Categorie: locuire civilă) (Tip: Așezare)                                                     | sat Jijila, comuna Jijila       | Cetățuia - Movila Popei Isac | elenistică                             | 2001       | 45°15′N 28°15′E / 45.25°N 28.25°E             | Încărcați imagine | Raportați eroare |
| 160653.05.01                              | Situl arheologic de la Jurilovca - intervallar / ansamblu anonim (Categorie: locuire) (Tip: Așezare)                                                        | sat Jurilovca, comuna Jurilovca | intervallar                  | elenistică sec. VII-VI a.Ch.           |            |                                               | Încărcați imagine | Raportați eroare |
| 160653.05.02                              | Situl arheologic de la Jurilovca - intervallar / ansamblu anonim (Categorie: locuire) (Tip: Așezare)                                                        | sat Jurilovca, comuna Jurilovca | intervallar                  | romană                                 |            |                                               | Încărcați imagine | Raportați eroare |
| 160626.03.01                              | Așezarea Gumelnița de la Jijila- La Grădini / ansamblu anonim (Categorie: locuire) (Tip: Așezare)                                                           | sat Jijila, comuna Jijila       | La Grădini                   | Gumelnița                              |            | 45°18′56″N 28°08′52″E / 45.31556°N 28.14778°E | Încărcați imagine | Raportați eroare |
| 160653.06.01                              | Situl arheologic de la Jurilovca-Zimbru 2 / ansamblu anonim (Categorie: locuire) (Tip: Necropolă)                                                           | sat Jurilovca, comuna Jurilovca | Zimbru 2                     | sec. VII-VI a.Chr.                     |            |                                               | Încărcați imagine | Raportați eroare |
| 160653.06.02                              | Situl arheologic de la Jurilovca-Zimbru 2 / ansamblu anonim (Categorie: locuire) (Tip: Locuire)                                                             | sat Jurilovca, comuna Jurilovca | Zimbru 2                     | sec. IX - XI                           |            |                                               | Încărcați imagine | Raportați eroare |
| 160653.06.03                              | Situl arheologic de la Jurilovca-Zimbru 2 / ansamblu anonim (Categorie: locuire) (Tip: Locuire)                                                             | sat Jurilovca, comuna Jurilovca | Zimbru 2                     | sec. IV a. CHr.                        |            |                                               | Încărcați imagine | Raportați eroare |
| 160653.06.04                              | Situl arheologic de la Jurilovca-Zimbru 2 / ansamblu anonim (Categorie: locuire) (Tip: Locuire)                                                             | sat Jurilovca, comuna Jurilovca | Zimbru 2                     | sec. IV a. Chr.                        |            |                                               | Încărcați imagine | Raportați eroare |
| 160653.07.01                              | Tumul Ivan Bair de la Jurilovca / ansamblu anonim (Categorie: descoperire funerară) (Tip: Necropolă)                                                        | sat Jurilovca, comuna Jurilovca | Tumulul Ivan Bair            | sec. IV - IV a. Chr.                   |            |                                               | Încărcați imagine | Raportați eroare |
| 160653.02.01 (Cod LMI: TL-I-s-A-05808)    | Situl arheologic de la Jurilovca-Orgame/Argamum - "Capul Dolojman" / ansamblu anonim (Categorie: locuire civilă) (Tip: Așezare)                             | sat Jurilovca, comuna Jurilovca | Capul Dolojman               | Babadag                                | 1926-1932  | 44°45′00″N 28°59′00″E / 44.75°N 28.98333°E    | Încărcați imagine | Raportați eroare |
| 160653.02.02 (Cod LMI: TL-I-m-A-05808.01) | Situl arheologic de la Jurilovca-Orgame/Argamum - "Capul Dolojman" / ansamblu Cetatea greco-romană Orgame/Argamum (Categorie: locuire civilă) (Tip: Cetate) | sat Jurilovca, comuna Jurilovca | Capul Dolojman               | sec. IX a. Chr. - VII p.Chr.           | 1926-1932  | 44°45′00″N 28°59′00″E / 44.75°N 28.98333°E    | Încărcați imagine | Raportați eroare |
| 160653.02.03 (Cod LMI: TL-I-m-A-05808.03) | Situl arheologic de la Jurilovca-Orgame/Argamum - "Capul Dolojman" / ansamblu anonim (Categorie: locuire civilă) (Tip: necropola)                           | sat Jurilovca, comuna Jurilovca | Capul Dolojman               | sec. VII a. Chr. - VII p.Chr.          | 1926-1932  | 44°45′00″N 28°59′00″E / 44.75°N 28.98333°E    | Încărcați imagine | Raportați eroare |
| 160653.02.04 (Cod LMI: TL-I-s-A-05808)    | Situl arheologic de la Jurilovca-Orgame/Argamum - "Capul Dolojman" / ansamblu anonim (Categorie: locuire civilă) (Tip: așezare)                             | sat Jurilovca, comuna Jurilovca | Capul Dolojman               | sec. VII a. Chr. - VII p.Chr.          | 1926-1932  | 44°45′00″N 28°59′00″E / 44.75°N 28.98333°E    | Încărcați imagine | Raportați eroare |